# Mário Coelho Ferraz de Oliveira
Mário Coelho Ferraz de Oliveira (Teixoso, 31 de maio de 1933 - Lisboa, 20 de novembro de 2019), foi um advogado, professor universitário, político e gestor público português, que se destacou nas áreas do turismo, obras públicas, transportes e comunicações. Lecionou Direito da família e sucessões na Universidade Livre de Lisboa e na Universidade Lusíada de Lisboa, foi vice-presidente da Câmara Municipal de Lisboa, presidente da comissão executiva do Instituto do Emprego e Formação Profissional, inspetor-geral da administração interna, inspetor-geral da segurança social, inspetor-geral de obras públicas, transportes e comunicações, e administrador da ANA, EP – aeroportos e navegação aérea. Representou Portugal na OIT (Organização Internacional do Trabalho), em Genebra, e na OCDE (Organização para a Cooperação e Desenvolvimento Económico), em Paris.

## Biografia
Nasceu em Teixoso, Covilhã, a 31 de maio de 1933, sendo filho de António de Oliveira e de Maria do Céu Coelho Ferraz de Oliveira. Faleceu, em Lisboa, a 20 de novembro de 2019.

### Formação académica
Licenciado em Direito pela Faculdade de Direito da Universidade de Coimbra e diplomado em Ciências Pedagógicas pela mesma Universidade, detinha, também, o curso superior de Management pelo Instituto Nacional de Investigação Industrial, atual INETI (Instituto Nacional de Engenharia, Tecnologia e Inovação).

### Atividade política
Desempenhou diversos lugares de nomeação político-governamental, quer no «Estado Novo», quer na «Terceira República Portuguesa», sendo de, entre outros, destacar os seguintes:
- Vice-presidente da Câmara Municipal de Lisboa (1972-1973);[3][4][5][6][nota 1]
- Inspetor-geral da Segurança social;[2]]
- Inspetor-geral da Administração interna (década de 1980);[7]
- Inspetor-geral de obras públicas, transportes e comunicações (no final da década de 1980, o cargo foi criado em 1986);[2][8];
- Secretário-geral do Ministério das Obras Públicas, Transportes e Comunicações, e representante deste ministério nas comissões mistas para a cooperação com os PALOP, Tunísia e Zimbabwe;[2]
- Presidente da comissão executiva do Instituto do Emprego e Formação Profissional (década de 1990);[9]
- Administrador da ANA, EP – aeroportos e navegação aérea.[2]

### Atividade docente
- De 1981 a 1985 foi  professor (assistente) na Universidade Livre de Lisboa, lecionando (Direito da família e sucessões);[10]
- em 1986 ingressou na Universidade Lusíada de Lisboa, onde foi Secretário do departamento de Direito, Presidente do Conselho fiscal da Fundação Minerva – Cultura – Ensino e Investigação Científica, e Professor auxiliar convidado na faculdade de Direito, assegurando, durante décadas, a docência das unidades curriculares de Direito da Família e Direito das sucessões;[2]
- professor de Direito do Trabalho no Centro de formação de trabalhadores do Ministério do Trabalho.[2]

### Carreira profissional
No âmbito do Ministério do Trabalho foi:
- assistente do sector dos transportes e turismo dos serviços de ação social;
- presidente de comissões de conciliação e julgamento do referido sector;
- representante do estado na corporação dos transportes e turismo;
- membro de comissões de estudo e revisão da legislação do trabalho e da segurança social;
- representante na Comissão interministerial de estudo da reforma administrativa (III Plano de fomento);
- membro do Gabinete de planeamento;
- colaborador no Gabinete de estudos e planeamento dos transportes;
- representante de Portugal na Comissão de peritos da OCDE (Organização para a Cooperação e Desenvolvimento Económico), em Paris, para estudo e redação do Acordo europeu dos transportes rodoviários;
- presidente e perito de várias comissões de arbitragem sobre legislação laboral no sector dos transportes,
- presidente da 37.ª Conferência internacional intersectorial sobre o vestuário e confeção da OIT (Organização Internacional do Trabalho), em Genebra.

No domínio da Segurança Social foi:
- vogal da direção do Instituto de obras sociais do ministério do trabalho e segurança social;
- presidente da direção das antigas caixas de reforma da CP (Comboios de Portugal) e da caixa de abono de família dos ferroviários;
- presidente da caixa de previdência dos ferroviários, que fundou e organizou,
- vice-presidente da federação das caixas de previdência e abono de família,
- presidente da caixa sindical de previdência dos tipógrafos, litógrafos e ofícios correlativos,
- presidente da caixa nacional de seguros de doenças profissionais,
- diretor do gabinete de inspeção do comissariado para os desalojados;

Foi, ainda:
- consultor do Secretariado para a juventude do ministério da educação.
- presidente do conselho fiscal da Empresa geral de transportes;
- presidente do conselho fiscal da Transtejo;
- presidente da assembleia-geral da CTT Correios de Portugal.

Colaborou em diversas publicações periódicas, participou em vários colóquios e conferências, nacionais e internacionais, nos domínios do Direito da família, menores, trabalho, transportes, segurança social, educação e management, bem como, destacou-se, no exercício da advocacia.